# Bécassine solitaire
Gallinago solitaria
Espèce
Statut de conservation UICN

 LC  : Préoccupation mineure
La Bécassine solitaire (Gallinago solitaria) est une espèce d'oiseaux appartenant au groupe des limicoles et à la famille des Scolopacidae.

## Description

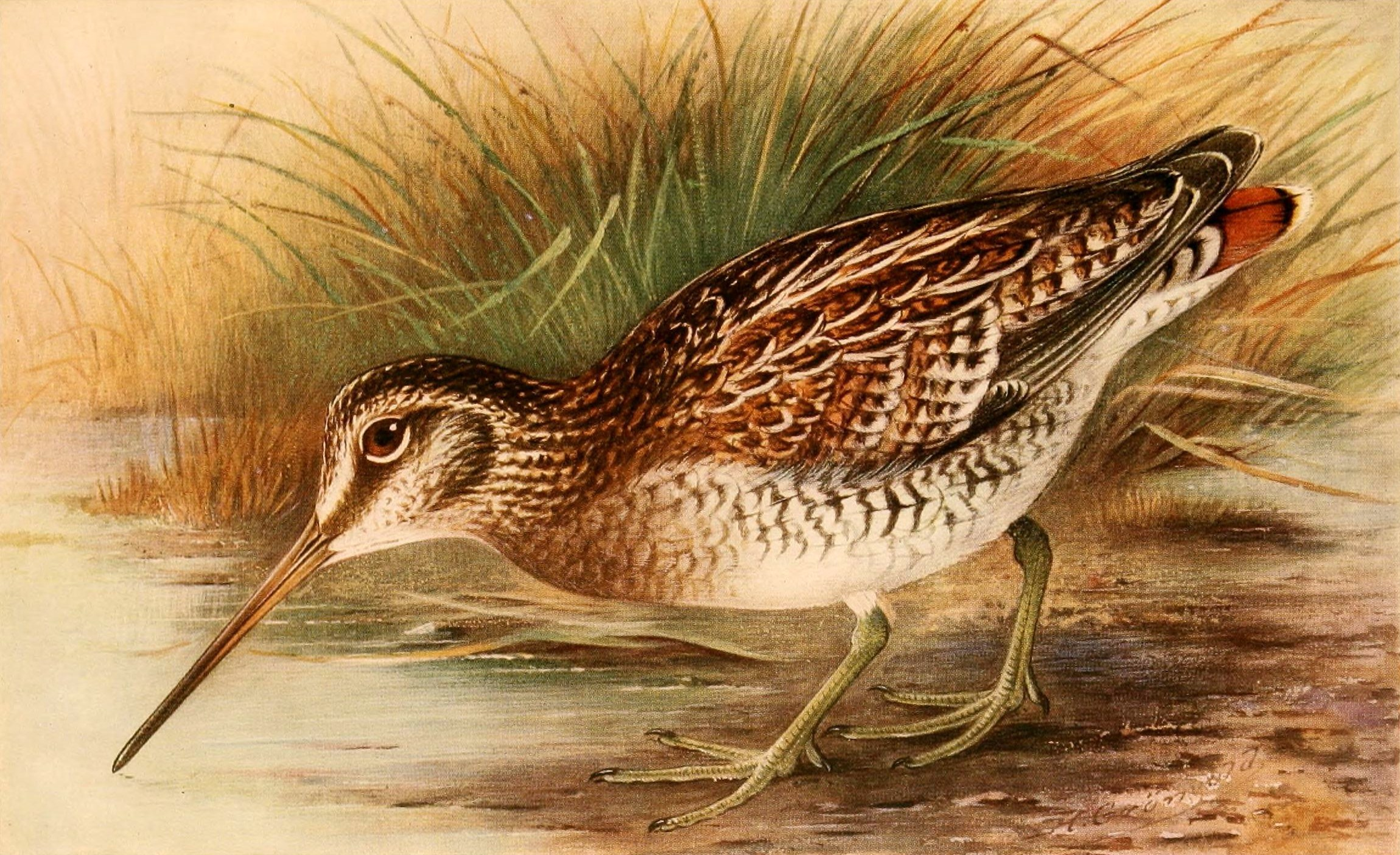
Gallinago solitaria, illustration d'Henrik Grönvold (1921)

Cet oiseau mesure 29 à 31 cm de longueur. Il possède une silhouette élancée accentuée par une longue queue et un long bec. Les pattes sont jaune vif à jaune verdâtre. La poitrine présente une coloration rouge brique unique chez les bécassines (genre Gallinago).

## Taxinomie
D'après la classification de référence (version 14.1, 2024) de l'Union internationale des ornithologues, la Bécassine solitaire possède 2 sous-espèces (ordre philogénique) :
- Gallinago solitaria solitaria Hodgson, 1831 ;
- Gallinago solitaria japonica (Bonaparte, 1856).